# Escolas Públicas de Cambridge

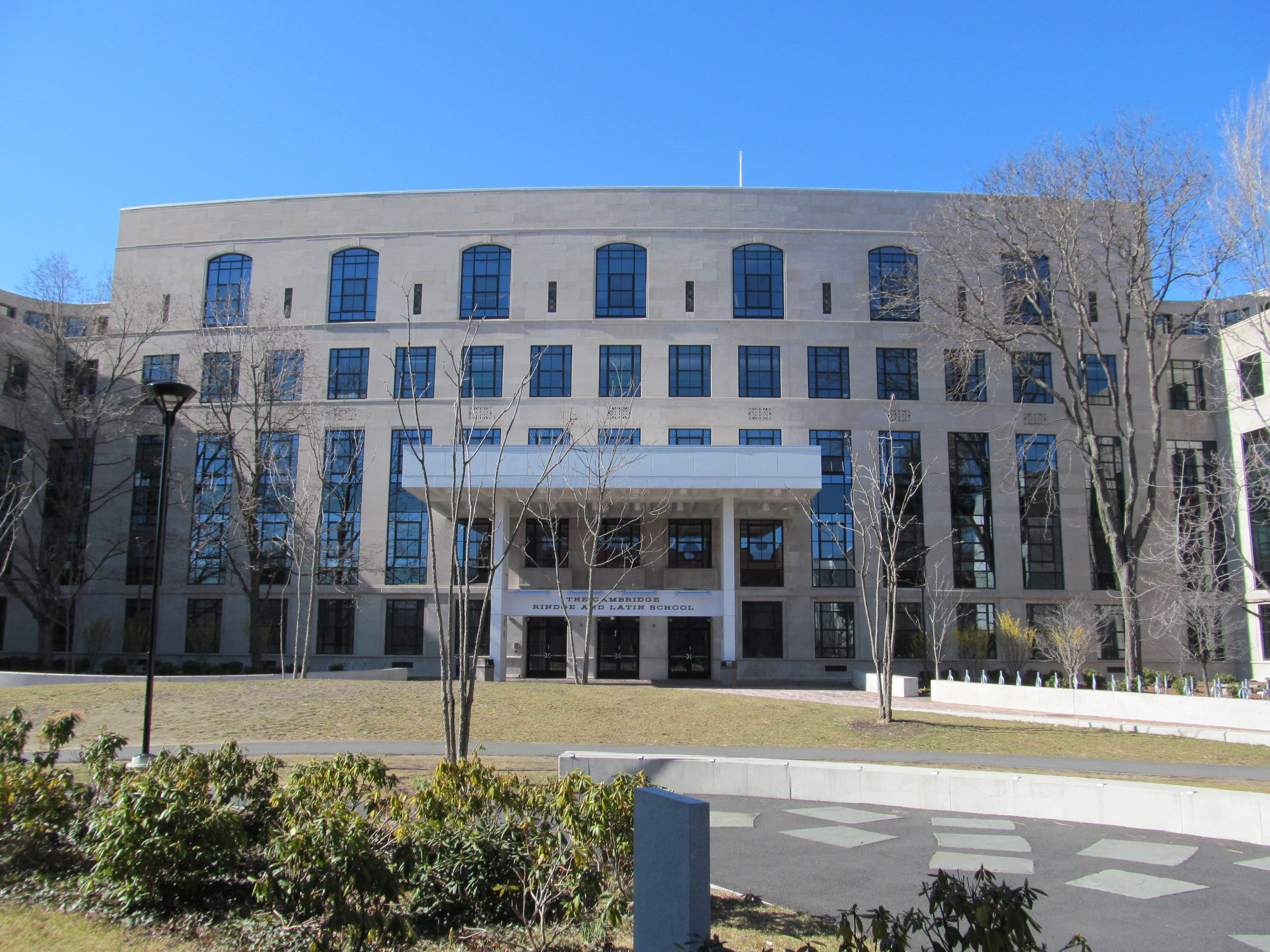
Cambridge Rindge & Latin School

As Escolas Públicas de Cambridge (Cambridge Public School District ou Cambridge Public Schools, CPS) é um distrito escolar de Massachusetts.
Tem a sua sede em Cambridge. O distrito gere 12 escolas primárias (incluindo 10 escolas primárias que têm graus JK-5, uma escola Montessori que tem serviços para meninos de 3 anos ao grau 5, e uma escola de imersão de inglês e espanhol nos graus JK-5. Também o distrito tem quatro escolas médias ("upper schools") e uma escola preparatória, Cambridge Rindge & Latin School (EN).